# Опиц, Герхард
Герхард Опиц (нем. Gerhard Oppitz; род. 5 февраля 1953, Фрауэнау, Бавария, Федеративная Республика Германия) — немецкий пианист.

## Биография
Начал заниматься музыкой в пятилетнем возрасте, впервые выступил с концертом в 10 лет. Учился в Штутгарте под руководством Пауля Бука, а затем в Мюнхенской высшей школе музыки у Вильгельма Кемпфа и Хуго Штойрера. В 1981 г. стал самым молодым профессором в истории своей alma mater, где и продолжает преподавать. Кроме того, стал преемником своего учителя Кемпфа во главе основанных последним летних пианистических курсов в Позитано (Италия). Лауреат первой премии Международного конкурса пианистов имени Артура Рубинштейна в Израиле (1977).
Как исполнитель Опиц известен склонностью к концертным циклам, включающим полные собрания фортепианных сочинений одного композитора: таким образом Опиц в разные годы играл Франца Шуберта, Иоганнеса Брамса, Эдварда Грига, исполнял все сонаты Вольфганга Амадея Моцарта и Людвига ван Бетховена. Среди записей Опица выделяется фортепианный концерт Макса Регера (с Бамбергским симфоническим оркестром под управлением Хорста Штайна).
В 2009 г. удостоен Брамсовской премии.